# Pierre-Jules-Joseph Rebeu
Pierre-Jules-Joseph Rebeu, francoski general, * 1881, † 1968.